# 拉巴羅什 (汝拉州)
拉巴羅什（法語：La Baroche，法語發音：[la baʁɔʃ]）是瑞士汝拉州的一个市镇，位於該國西北部，面積31.07平方公里，一半土地是農業用地，海拔高度479米，2018年12月31日总人口为1,162人。